# Radoboj
Radoboj je općina u Hrvatskoj, u Krapinsko-zagorskoj županiji.

## Zemljopis
Općina Radoboj smještena je je na prigorju Strahinjčice u sjevernom dijelu Hrvatskog zagorja, u sredini krajnjeg dijela Krapinsko-zagorske županije i zauzima 3% njezine površine.  Graniči s Krapinom i poćinama Jesenje, Novi Golubovec i Mihovljan. Njome prolaze dva cestovna pravca: Krapina-Radoboj-Šemnica Gornja-Novi Golubovec i Krapina.Radoboj-Šemnica Gornja-Šemnica Donja-Sveti Križ Začretje-Zagreb. Radoboj s Krapinom prometno povezuje i županijska cesta preko Trškog Vrha. Općina Radoboj zauzima područje od 32 četvorna kilometra na kojima živi 3513 stanovnika u 1014 domaćinstava. Pod općinu Radoboj spadaju naselja Radoboj, Bregi Radobojski, Gorjani Sutinski, Gornja Šemnica, Jazvine, Kraljevec Radobojski, Kraljevec Šemnički, Orehovec Radobojski, Strahinje Radobojsko. Općinsko područje zadovoljavajuće je pokriveno energetskim izvorima, telefonskom mrežom i plinskim priključcima. Pitke vode ima dovoljno i visoke je čistoće i kvalitete. općinom prolazi dvadesetak kilometara županijskih i državnih cesta. U prometnu infrastrukturu se ubraja i 50 kilometara tzv. nerazvrstanih asfaltiranih putova, koji sva naselja spajaju s glavnim prometnicama. Cijelo područje općine gravitira području Zagreba i Zagrebačkoj makroregiji, ali industrijski pripada Gornjopodravsko-međimurskoj industrijskoj regiji.
Dragutin Hirc, poznati hrvatski zemljopisac i prirodoslovac, opisao je radobojski kraj u knjizi Lice naše domovine: 

### Nadmorska visina
Glavni visinski predjeli koji okružuju općinu Radoboj jesu:
- Sredinšnja kosa - vrh Strahinjčica Goleš (847 m)
- Južna sporedna koda - vrhovi Ćuk (446 m) i Gorjanski vrh (544 m)
- Sjeverna sporedna kosa - vrh Brdo (543 m)

Visinski predjeli koji samo dijelom okružuju općinu jesu:
- Krapinsko Humlje - vrh Trški vrh (288 m)
- Radobojsko humlje - vrh Jurovčak (302 m)
- Mihovljansko humlje - vrhovi Ferkuljevec (287 m), Strugača (414 m), Veternički vrh (511 m)

### Reljef i vegetacija
Strahinjčica, koja dominira sjevernim dijelom općine Radoboj, uglavnom je pokrivena visokim raslinjem šuma hrasta, bukve i graba - većim dijelom zbog gospodarske namjene. Gospodarska jedinica Strahinjčica - Trnovec pripada pojasu gorskih i pretplaninskih bjelogoričnih i crnogoričnih šuma panonskog sektora provincije eurosibirske - sjevernoameričke regije. Glavno obilježje takvog biljnogeografskog položaja je izražena visinska zavalnost vegetacije. Ovdje su prisutne dvije zone: niži položaji pripadaju klimazonskoj zajednici hrasta kitnjaka i običnoga graba, a višij klimatskoj zoni bukovih šuma. Šumskim područjima gospodare Šumarije Krapina i Zlatar.
Gorski dio Strahinjčice predstavlja križanje predalpskog prostora, dinarskog i panonskog prostora. Karakteristične biljne zajednice na križanjima triju prostora različitih geografskih obilježja su jela i bukva, mjestimice s gorskim javorom i bijelim jasenom, a u nižim položajima i lipom, hrastom kitnjakom, običnim grabom i kruškom. Područje obiluje i botaničkim raritetima: kalničkom šašikom, vrapčjim sjemenom i raznim vrstama žednjaka.
Budući da Strahinjčica ulazi u površine triju općina, Radobojci su je zvali Radobojska gora, Krapinjani Krapinska gora, a Jesenjanci Gora jesenjanska. Ti nazivi zadržali su se do polovice 20. stoljeća, kada se počinje zvati samo Strahinjčicom, koja se prostire na područja opčine Radoboj, općine Jesenje te grada Krapine.
Biljni svijet na području općine jeidinstven je i bogato zastupljen, ali slabo proučen i opisan. Prvi tko je opisao biljni svijet ovoga područja bio je mladi Ljudevit Gaj početkom 19. stoljeća u maloj knjižici, još kao đak u Franjevačkom samostanu u Krapini. Njegovom knjižicom su se dugo vremena služili šumari i stručnjaci koji su proučavali bilje na području Hrvatskog zagorja.

Poznata hrvatska botaničarka dr. sci. Ljerka Regula Bevilacque, znanstvenice koja je Strahinjčicu sveobuhvatno obradila i opisala drveče i zeljasto bilje. Svoju doktorsku disertaciju pod nazivom Biljni pokrov Strahinjčice u Hrvatskom zagorju, dr. sci. Ljerka Regula Bevilacqua, dugogodišnja upraviteljica Botaničkoga vrta u Zagrebu predala je Skupštini općine Krapina, a taj je rad, za koji je dobila Povelju grada Krapine, pohranjen u Gradskoj knjižnici. Iz spomenutog rada se saznaje da je na Strahinjčici i u njezinoj bližoj okolici (Radoboju, Šušelj Bregu i Krapini) ranije bilo pozanto 663 taksona (vrsta nižih sistematskih kategorija pripadnosti). Osim toga, novim istraživanjima utvrđeno ih je još 422, tako da danas flora Strahinjčice ima 1085 taksona višeg bilja. Vegetaciju Strahinjčice sačinjavaju stijena, korovne, ruderalne, močvarne, travnjačke i šumske zajednice. Utvrđene su i detaljno proučene 32 osnovne vegetacijske jedinice (asocijacije), koje se mogu svrstati u 23 sveze, 17 redova i 10 vegetacijskih razreda. U knjizi još doznajemo: 
Na području općine Radoboj niz je šumskih područja, većih i manjih, a u njima možemo naći, sastojine hrasta kitnjaka i običnog graba, obilam sloj grmlja: glog i lijesku. Od biljnih zajednica i to su: likovac, širokolisna veprina i kurika. Šuma hrasta medunca i crnog graba razvija se na južnim i jugozapadnim strmim obroncima. Vegetacije te zajednice iz doba tercijara sačinjena je iz kromofilnih biljnih vrsta, kao što su u sloju drveća crni jasen, dren, mukinja i krušnica. U prizemnom sloju najbrojnije su biljke submediteranskog i pontskog geoelementa - Sorkatula tinktorija, Geranium sylvatica i C. Pilosa. Pod posebnom zakonskom zaštitom likovac, veprina, alpski jaglac, koji se danas rijetko nalazi, iako je nekada bio najrasprostanjenija biljka na Strahinjčici.
Uz potok Presečinu nalaze se veće gromade crnih vapnenaca u kojima su nađene neke fosilne alge (Dasycladaceae). Zanimljivo je da je to prvi nalaz tih algi u sjeverozapadnom dijelu Hrvatske Bogata fosilna flora i fauna (magnolije, cimetovac, kamforovac, smokva, lovor, palme, ribe i kukci) poznata je iz radobojskih lapora.
Na nešto nižim padinama Strahinjčice, koje svrstavamo u brdsko-brdovita područja, na predjelima koji nisu iskrčeni, nalazimo šume hrasta kitnjaka i graba, odnosno subasocijacije s bukvom, dok se po rubovima tih šuma zamjećuje bagrem i četinjače. Na pojedinim mikrolokacijama dolina uz potoke nalazimo grupacije bijele vrbe crne johe. Poplavne i podzemne vode utjecale su na formiranje prirodnih staništa šumskih zajednica hrasta lužnjaka, običnog graba, klena, divlje kruške, akacije te pojava bukve. Slojevi grmlja također su bogati: glog, svib, kupina, kalina i šaš.

### Klimatologija
Na području općine Radoboj nema meterološke stanice, pa za definiranje regionalnoh klimatskih karakteristika služe podatci koji se dobivaju na stanicama u Kostelu i Krapini. Na temelju desetogodišnjih mjerenja došlo se do podataka koji govore da je riječ o subpanonskoj kontinentalnoj klimi humidnih karakteristika: umjereno topla ljeta i kišovite i hladne zime uz učestalost klimatske pojave mraza i magle. Maksimalne padaline su u svibnju, lipnju ili srpnju, odnosno u razdoblju od rujna do listopada, a iznose od 900 do 1100mm. Najniže temperature -8 °C, dok makismalna temperatura u prosjeku iznosi 29,7 °C i bilježi se tijekom srpnja. Maksimalna visina snježnog pokrivača ikada iznosila je 97 cm, a visina snijega od 30 cm u prosjeku se zadržava tridesetak dana. Magla, koja se uglavnom javlja u hladnijem dijelu godine, od istopada do travnja, u ovom se podneblju zadržava godišnje 56 dana.

## Stanovništvo
| broj stanovnika | 2648  | 3020  | 3353  | 3750  | 3915  | 4236  | 4231  | 4599  | 4943  | 4868  | 4436  | 4084  | 3869  | 3665  | 3513  | 3387  | 2981  |
|                 | 1857. | 1869. | 1880. | 1890. | 1900. | 1910. | 1921. | 1931. | 1948. | 1953. | 1961. | 1971. | 1981. | 1991. | 2001. | 2011. | 2021. |

| broj stanovnika | 1115  | 1157  | 1264  | 1388  | 1455  | 1664  | 1632  | 1879  | 1591  | 1810  | 1629  | 1505  | 1414  | 1359  | 1295  | 1282  | 1131  |
|                 | 1857. | 1869. | 1880. | 1890. | 1900. | 1910. | 1921. | 1931. | 1948. | 1953. | 1961. | 1971. | 1981. | 1991. | 2001. | 2011. | 2021. |

## Uprava
- Načelnik: Anđelko Topolovec
- Predsjednik Općinskog Vijeća: Alojz Sajko

## Povijest
Prvi pisani spomen Radoboja datira iz 1334. godine. Kraj se počinje značajnije razvijati od 1811. godine kada je otkriveno nalazište sumpora, a nakon toga i ugljena. Tako je ovdje nastao jedan od rijetkih rudnika sumpora u Europi s originalnom tehnologijom prerade te rude. No, nakon 2. svjetskog rata rudnik prestaje raditi.
U Radoboju se nalazi jedno od najvećih svjetskih fosilnih nalazišta flore i faune od prije 19 milijuna godina. O dugom povijesnom kontinuitetu naseljenosti svjedoče arheološki nalazi iz nekropole pod tumulima u Podstenju željeznog doba te grčki zlatni novac koji prikazuje glave Atene i Nike. Nekropola u Podstenju istraživana je između 1850. i 1860., a tumule su iskopavali Mijat Sabljar, Jakob Franjo Tkalec i Emanuel von Graffenried. Rezultati istraživanja objavljivani su u izdanjima Austrijske Akademije znanosti. U Podstenju se nalazi ukupno 11 zemljanih tumula, promjera između 9 i 14 metara. Od arheoloških nalaza, u tumulima su pored spaljenih ostataka pokojnika pronađene jantarne perle i perle od staklene paste, željezna sjekira, glačane kamene rukotvorine, željezne karike, grumenje željezne rudače te keramičko posuđe. Nekropola pod tumulima bila je u upotrebi tijekom kasnohalštatskog vremena, odnosno otprilike između 550. i 450. g. pr. Kr. Osim nekropole pod tumulima u Podstenju, na položaju Hajdine zerne je 2012. otkriveno visinsko naselje s površinskim eksploatacijskim oknom limonita, na položaju Plat/Nagora je 2013. otkriveno utvrđeno visinsko naselje, kao i na položaju Crkviše, a sva se tri naselja okvirno preliminarno datiraju u kasno brončano i starije željezno doba. Projektom arheološkog rekognosciranja su tijekom 2013. na teritoriju Općine otkrivena i arheološka nalazišta veće starosti, poput npr. prapovijesnih naselja na položajima Gornja Šemnica-Hernija i Pamucin-Krči te Bregi Radobojski-Harmonija, a koji se okvirno pripisuju razdoblju bakrenog doba. Osim spomenutih, rekognosciranjima je otkriveno i nekoliko lokaliteta koji su sadržavali isključivo nalaze cijepane litike, stoga bi se moglo raditi i o nalazištima veće starosti na otvorenom, no te će pretpostavke moći potvrditi jedino buduća istraživanja, odnosno arheološka iskopavanja. Okamina vinove loze stara više od 12 milijuna godina pronađena je na području općine Radoboj i predstavlja najstariji poznati fosil ove vrste na svijetu.

## Poznate osobe
- Sida Košutić, hrvatska književnica.
- August Košutić, hrvatski političar.
- Stjepan Košutić, hrvatski političar
- Viktor Koprivnjak, bivši zapovjednik hrvatskog ratnog zrakoplovstva.
- prof.dr Josip Gotlin (1922. – 2010.) sveučilišni profesor Agronomskog fakulteta u Zagrebu

## Radobojski običaji i gastronomija
U podnožju Srahinjčice razvijena je gusta vegetacija gloga, trnja i ostalog bodljikavog žbunja, koje u jesen ima crvene i crne plodove od kojih su Radobojske djevojke plele klaruše. Osim žbunja, razvijena je i gusta grmolika vegetacija u kojoj se posebno ističu ruže, lijeska, borovnica, kupina i razne vrte šumskog grmlja. Prema poznatom radobojskom običaju, u jesen su se brale ruže i njihovo kožasto lišće, od kojih su se pleli vijenci koji bi se na Sesvete nosili na groblja. Paprat, koje ovdje ima u izobilju, nekad su sušili i stavljali kao stelju pod blago, kao i bukovo i grabovo listje. Imelu su skildali s drveća i njezinim bobicama, u manjim količinama, hranili krave koje su vodili na sajam kako bi ih malo podigli i tako lakše prodali. Nekad je to bilo posebno presudno, kad su htjeli, po držanju, malo pomladiti stare krave nudeći ih isto tako na prodaju. Jagode, maline, kupine i borovnice nekad su se brale i nosile u novoosnovane zadruge, koja je otkupljivala plodove za preradbu u pekmez i ratne sokove. Od žumskih koštunjičavih plodova nekada se pekla rakija. Livade su redovito kosile, te se od pokošene trave radilo sijeno (ovdje zvano dračje, a sijeno s njiva Hudo dračje). Hrastove i bukvine plodove žir i bukvicu brali su i spremali za zimske mjesece.  Od ljekovitog bilja brao se trputac, a od ružinog cvijeća i livadne kadulje. Svako selo u općini Radoboj imalo je svoju tzv. babu koja je poznavala bilje, ali je svaka imala svoje nazivlje. Salatu uz bažalj pripremali su od maslačkovog lišća i zvali su ga regment, a brali su i matoviljac (matovilac). U vrijeme gladnih godina Radobojci su sušili hrastovu koru, mljeli na žrvnju (ovdje zvanom žrv) i doadavali uz kuhani krumpir i kukuruznu melju i pripremali kruh. Od dobrog dračja pripremali su dodatak prežganoj juhi. Mnoge su žene bile iskusne majstorice u odaniranju korisnog dračja i pripremale od toga hranu.

## Spomenici i znamenitosti
- Crkva Presvetog Trojstva
- Arheološki lokalitet Hajdine zerne
- Arheološki lokalitet Plat
- Župni dvor
- Prapovijesna nekropola pod tumulima Podstenje

## Obrazovanje
- Dječji vrtić "Škrinjica"
- Osnovna škola "Side Košutić",
- Područna škola "Gornja Šemnica"
- Područna škola "Jazvine"

## Kultura
Od sakralnih spomenika kulture valja spomenuti gotičku crkvu Sv. Jakova iz 12. stoljeća s prigradnjama iz 1766. godine. Župna crkva Presvetog Trojstva jednobrodna je gotička građevina barokizirana u 18. stoljeću. Bočne kapele su s obiju strana broda, a lijeva potječe iz 1721. godine. U svetištu je gotički svod, a osim oltara iz 1721. godine i glavnog oltara iz 1758. godine nalazimo nadgrobnu ploču J. Habjanjića iz 1621. godine.
U Radoboju djeluju KUD «Zagorec», KUD «Sida Košutić» i Limena glazba «Radoboj» Iz Radoboja potječu poznate ličnosti iz svijeta politike, kulture i umjetnosti. Tu je 1902. rođena i polazila osnovnu školu znamenita hrvatska književnica Sida Košutić. Među mnoštvom objavljenih djela jedno od najznačajnijih je romaneska trilogija «S naših njiva», za koju je dobila državnu nagradu. Premda su ga neki definirali kao «žensku književnost», Sida Košutić i njezino djelo nadmašuje i površnost takvih određenja.
Iz Radoboja potječu ing. August Košutić, potpredsjednik HSS-a i zet Stjepana Radića, akademski glumac Martin Bahmec, primadona Ruža Pospiš-Baldani i mnogi drugi. S ciljem očuvanja i promicanja kulturne tradicije u Radoboju djeluju KUD “Zagorec”, KUD “Sida Košutić” te orkestri limene glazbe “Mirna - Radoboj” i “Radobojska zvona”. Također valja spomenuti ostale tematske udruge i klubove kao što su Udruga vinogradara “Radobojski pajdaš”, Udruga kuburaša “Radobojska kubura”, Klub padobranskog jedrenja “Jastreb”, Kinološki klub “Radoboj” te Nogometni klub “Radoboj”. Gorski šumoviti predjeli, vinogradi i pašnjaci na padinama te šarolik i razveden krajolik čine ovu zagorsku općinu vrijednom posjeta.

## Šport
- NK Radoboj
- Klub padobranskog jedrenja "Jastreb" - Radoboj

## Vanjske poveznice

### Sestrinski projekti
|  | Zajednički poslužitelj ima još gradiva o temi Radoboj |

### Mrežna mjesta
- Službene stranice Općine Radoboj
- Stranice Kluba padobranskog jedrenja Jastreb - Radoboj  Arhivirana inačica izvorne stranice od 14. lipnja 2015. (Wayback Machine)
- LZMK / Hrvatska enciklopedija: Radoboj
- LZMK / Proleksis enciklopedija: Radoboj